# Enceinte médiévale de Pesmes
L'enceinte médiévale de Pesmes est une enceinte située à Pesmes, en France.

## Localisation
L'enceinte est située sur la commune de Pesmes, dans le département français de la Haute-Saône.

## Historique
L'édifice est inscrit au titre des monuments historiques en 1993.